# Dicliptera grandibracteata
Dicliptera grandibracteata är en akantusväxtart som först beskrevs av Gustav Lindau, och fick sitt nu gällande namn av John Charles Manning och Goldblatt. Dicliptera grandibracteata ingår i släktet Dicliptera och familjen akantusväxter. Inga underarter finns listade i Catalogue of Life.